# Mediacorp
Mediacorp Pte. Ltd., anciennement connue sous le nom de Media Corporation of Singapore, est un conglomérat singapourien spécialisé dans les médias. La société est surtout active dans la télédiffusion et la radiodiffusion, ainsi que dans les médias dits interactifs. Elle est aussi active dans la publication de périodiques et de journaux, ainsi que dans la création de films. En 2012, la société exploite sept stations de télévision et 14 stations de radio, ce qui en fait le plus important groupe de diffusion publique de Singapour. 
Elle possède aussi un monopole d'exploitation sur les télévisions free to air (à accès libre) à Singapour. La société est entièrement détenue par Temasek Holdings, le fonds souverain du gouvernement de Singapour.

## Historique
Antérieurement au 12 février 2001, MediaCorp était désigné sous le nom de :
- Television Singapura (15 février 1963 - 27 décembre 1963)
- Television Malaysia (Singapura) (28 décembre 1963 - 8 août 1965)
- Radio and Television of Singapore ou RTS (9 août 1965 - 31 janvier 1980)
- Singapore Broadcasting Corporation ou SBC (1er février 1980 - 30 septembre 1994)
- Television Corporation of Singapore ou TCS et Radio Corporation of Singapore ou RCS (1er octobre 1994 - 11 février 2001)

MediaCorp commença à diffuser ses programmes en anglais via sa chaîne de télévision Channel 5 à partir d'avril 1963 puis des émissions en mandarin sur la chaîne Channel 8 en novembre de la même année. Une chaîne diffusant en malais (et tamoul, Prime 12 fut lancée en 1995.
En 1999 est lancée la chaîne d'information en continu Channel News Asia (en anglais) suivi en 2000 de la création de Central destinée aux plus jeunes. La même année, Prime 12 est renommée Suria et ne diffuse plus qu'en malais (les programmes en tamoul étant diffusés sur Central).
En 2001, le monopole de la télévision à Singapour est rompu avec la création des chaînes Channel U et Channel i par Singapore Press Holdings (SPH). Mais dès 2004, l'activité télévision de SPH passe sous le contrôle de MediaCorp pour éviter de trop lourdes pertes financières dans la bataille pour l'audience entre les deux entités.
En 2008, Central et Channel i fusionnent pour créer la chaîne Okto toujours à destination des plus jeunes. La même année est lancée Vasantham diffusant principalement en tamoul.

## Chaînes de télévisions
Les chaînes de télévision de MediaCorp sont disponibles en accès libre sur Singapour, les îles Riau (Indonésie) et dans le sud de la péninsule Malaise (Malaisie). 
La chaîne d'information en continu Channel NewsAsia a une vocation régionale et est disponible par satellite au Moyen-Orient, en Australie et dans la plupart des pays d'Asie.
| Chaîne    | Langue   | Catégorie                    |
| --------- | -------- | ---------------------------- |
| Channel 5 | anglais  | généraliste (24H)            |
| Channel 8 | mandarin | généraliste (24H)            |
| Channel U | mandarin | généraliste                  |
| Suria     | malais   | généraliste                  |
| Vasantham | tamoul   | généraliste                  |
| Okto      | anglais  | jeunesse                     |
| CNA       | anglais  | information en continu (24H) |

## Stations de radio
| Station         | Langue(s)                                          | Catégorie                    |
| --------------- | -------------------------------------------------- | ---------------------------- |
| Ria 89.7FM      | malais                                             | musicale (pop)               |
| Gold 90.5FM     | anglais                                            | musicale (tubes)             |
| Symphony 92.4FM | anglais                                            | musicale (musique classique) |
| Y.E.S. 93.3FM   | mandarin                                           | musicale (pop)               |
| 938LIVE         | anglais                                            | thématique (débats)          |
| Warna 94.2FM    | malais                                             | généraliste                  |
| Class 95FM      | anglais                                            | généraliste                  |
| Capital 95.8FM  | mandarin                                           | thématique (débats)          |
| XFM 96.3FM      | allemand, arabe, coréen, français, hindi, japonais | généraliste                  |
| Oli 96.8FM      | tamoul                                             | généraliste                  |
| Love 97.2FM     | mandarin                                           | thématique                   |
| 987FM           | anglais                                            | musicale (pop)               |
| Lush 99.5FM     | anglais                                            | thématique                   |